# Sirauli
Sirauli es un pueblo y nagar Panchayat situado en el distrito de Bareilly en el estado de Uttar Pradesh (India). Su población es de 23650 habitantes (2011). 

## Demografía
Según el  censo de 2011 la población de Sirauli era de 23650 habitantes, de los cuales 12431 eran hombres y 11219 eran mujeres. Sirauli tiene una tasa media de alfabetización del 38,47%, inferior a la media estatal del 67,68%: la alfabetización masculina es del 44,79%, y la alfabetización femenina del 31,41%.